# Arthur Chung
Arthur Raymond Chung (Windsor Forest, 10 januari 1918 – Georgetown, 23 juni 2008) was een Guyanees politicus. Hij was van 17 maart 1970 tot 6 oktober 1980 president van Guyana. 
Hij was het eerste etnische Chinese staatshoofd in een niet-Aziatisch land. Toen Guyana een republiek werd onder leiding van Forbes Burnham in 1970, koos de Nationale Vergadering Chung als eerste president van het land. Hij trad aan op 17 maart 1970. Tien jaar later, na een grondwetsherziening, transformeerde het presidentschap in een leidinggevende functie en Burnham volgde Chung op als president op 6 oktober 1980.
In 1954, trouwde Chung met een andere inwoner van Windsor Forest, Doreen Pamela Ng-See-Quan. Met haar had hij een dochter en een zoon.
Chung is thuis overleden op 23 juni 2008. In de twee maanden voorafgaand aan zijn dood was hij een aantal keren opgenomen in het ziekenhuis. Hij is voor het laatst uit het ziekenhuis ontslagen op 20 juni 2008.